# 凱倫·阿姆斯壯
凱倫·阿姆斯壯，OBE，FRSL，（英語：Karen Armstrong，1944年11月14日—），英國作家和評論家，其以探討比較宗教學的著作而聞名。阿姆斯壯出身於一個具有爱尔兰天主教背景的家庭，並曾經作為羅馬天主教修女生活，期間她的宗教信仰從保守轉變為擁抱更自由和更神秘的基督教信念。

## 生平
阿姆斯壯出生於英格兰伍斯特郡威爾茅爾（Wildmoor），隨後家庭遷至布羅姆斯格羅夫，最後定居於伯明翰。1962年，17歲的她加入了聖童耶穌修女會——一個致力於教育的宗教团体，並在該團體度過七年時間。
由見習修女成爲正式修女後，她到牛津大學聖安妮學院修讀英語。1969年，还在牛津就讀的阿姆斯壯離開了修道院。在牛津以卓越一级荣誉（Congratulatory First）畢業後，她嘗試攻讀關於阿爾弗雷德·丁尼生的哲學博士，但因論文主題不被接受而未能成功。此後，阿姆斯壯放棄了追求學術生涯的計畫。她於回憶錄《螺旋樓梯》中描述了这段受到（当时尚未得到診斷的）顳葉癲癇病困擾的时光。
1976年，阿姆斯壯在達利奇的詹姆斯·艾倫女子學校教授英語，期間撰寫了一本關於她在修道院生活的回憶錄《通過狹門》（Through the Narrow Gate），該書於1982年出版，獲得好評。從那時起，她開始了作為一名獨立作家和廣播節目主持人的職業生涯，這讓她有機會继续探討宗教主題。
1984年，阿姆斯壯女士受英國公共電視台「第四頻道」的邀請開始製作關於基督教使徒保羅生平的記錄片，並因此前往耶路撒冷。她形容這一趟行程大大改變過去她對宗教的認知，也奠定她往後寫作的基礎。
2008年2月，阿姆斯壯因其對宗教理解的貢獻獲得了TED年度大獎的10萬美元獎金。次年11月，於TED发表题为《獲獎心願：仁愛憲章的誕生》的演讲，並借此機會倡導創立了「慈悲憲章」，以達成各大宗教之間的交流對話與促進世界和平的願望。

## 宗教觀點
阿姆斯壯的寫作主要探討了各大宗教間的共同價值，特別是慈悲與黃金法則的重要性。雖然阿姆斯壯曾自稱為「自由的一神論者」，但她最近表示不再將自己定義為一神論者，而是認為自己更貼近儒家思想。

## 著作
阿姆斯壯的作品包括《為神辯護》、《神的歷史》、《為神而戰》、《聖戰》（Holy War）、《伊斯蘭》、《佛陀》、《神話簡史》（A Short History of Myth）和《軸心時代》(The Great Transformation)等，這些作品被翻譯成45種語言，探討了宗教的本質及其在當代社會中的角色，對於理解宗教的多樣性和複雜性提供了幫助。